# Беккер, Мерет
Ме́рет Бе́ккер (нем. Meret Becker; род. 15 января 1969, Бремен, ФРГ) — немецкая актриса, певица, композитор и автор песен.

## Биография
Мерет Беккер родилась в семье ныне разведённых актёров Рольфа Беккера и Моники Хансен. Она — сестра Бена Беккера, падчерица Отто Зандера и внучка Клэр Шлихтинг.
Мерет начала сниматься в кино в 1989 году, её дебютная роль — Анна из фильма Kaltgestellt.
В 1998 году получила высшую национальную награду Германии в области кинематографа
Deutscher Filmpreis за роль второго плана в фильме Comedian Harmonists. Всего сыграла более чем в 80 картинах и стала лауреатом пяти различных кинопремий, а также неоднократной номинанткой на премии. Написала и исполнила песни для нескольких фильмов.
В 1996—2002 годах Мерет была замужем за музыкантом Александром Хаке (род.1965). У бывших супругов есть дочь — Лулу Хаке (род.1999).